# Heinrich August Wrisberg

Heinrich August Wrisberg, um 1800

Heinrich August Wrisberg (* 20. Juni 1739 in Sankt Andreasberg; † 29. März 1808 in Göttingen) war ein deutscher Anatom und Gynäkologe und von 1753 bis 1758 Direktor der Klinik für Gynäkologie und Geburtshilfe der Georg-August-Universität Göttingen.
Wrisberg war Student in Paris, wo er sich mit dem dort einen Studienaufenthalt absolvierenden späteren Würzburger Chirurgieprofessor Carl Caspar von Siebold anfreundete.
In den fünf Jahren seiner Amtszeit erhöhte sich die Anzahl der Entbindungen der Klinik auf 576, obwohl die Räumlichkeiten nach wie vor beengt waren. Die ganze Klinik bestand lediglich aus zwei Zimmern, einem für die gebärenden Frauen und einem weiteren für den Hauswart und dessen Familie. Diese Einrichtung war zur Ausbildung von Hebammen und Studenten gedacht. Unter seinem Vorgänger Georg Roederer waren es innerhalb dessen zwölfjähriger Amtszeit noch 232 Geburten gewesen. Als Schüler von Roederer wurde er 1792 Leibarzt des Fürsten zu Nassau-Weilburg. Sein Nachfolger wurde Friedrich Benjamin Osiander.
Als namhafter Anatom befasste er sich insbesondere mit dem Nervensystem und dem Kehlkopf. 1805 wurde Heinrich August Wrisberg Nominalprofessor der Anatomie und leitete das Anatomische Institut. Doch der Chirurg Conrad Johann Martin Langenbeck (1776–1851) äußerte Unzufriedenheit, und der Gutachter Adolph Friedrich Hempel (1767–1834) beschrieb die Verhältnisse  folgendermaßen:
1. Der Mangel an Cadavern,
2. Fehler in Ansehung der Benuzung der vorhandenen Cadaver,
3. Mangel an Praeparaten und Fehler in Ansehung des Aufbewahrens derselben,
4. Zu sehr eingeschränkte Zeit zum Praepariren,
5. Fehler in Ansehung der Reinlichkeit und des Wegschaffens der Cadaver,
6. Fehler in Ansehung der Einrichtung des Gebäudes und anderer erforderlicher Bedürfniße.

Wrisberg starb drei Jahre danach. Zu seinen Schülern zählte auch  Samuel Thomas Soemmerring.
Wrisberg war seit 1770 außerordentliches und seit 1776 ordentliches Mitglied der Göttinger Akademie der Wissenschaften.

## Vermächtnis
Nach Wrisberg sind folgende anatomische Strukturen benannt:
- Das Wrisberg-Ligament: Ein dem hinteren Kreuzband des Knies nach hinten anliegendes Band, das Lig. meniscofemorale posterius
- Der Nervus intermedius: Ein Seitenast des Nervus facialis[5]
- Der Wrisberg-Knorpel: Ein funktionsloser Knorpel des Larynx (Cartilago cuneiformis, Tuberculum cuneiforme)